# Remo nos Jogos Olímpicos de Verão de 2016

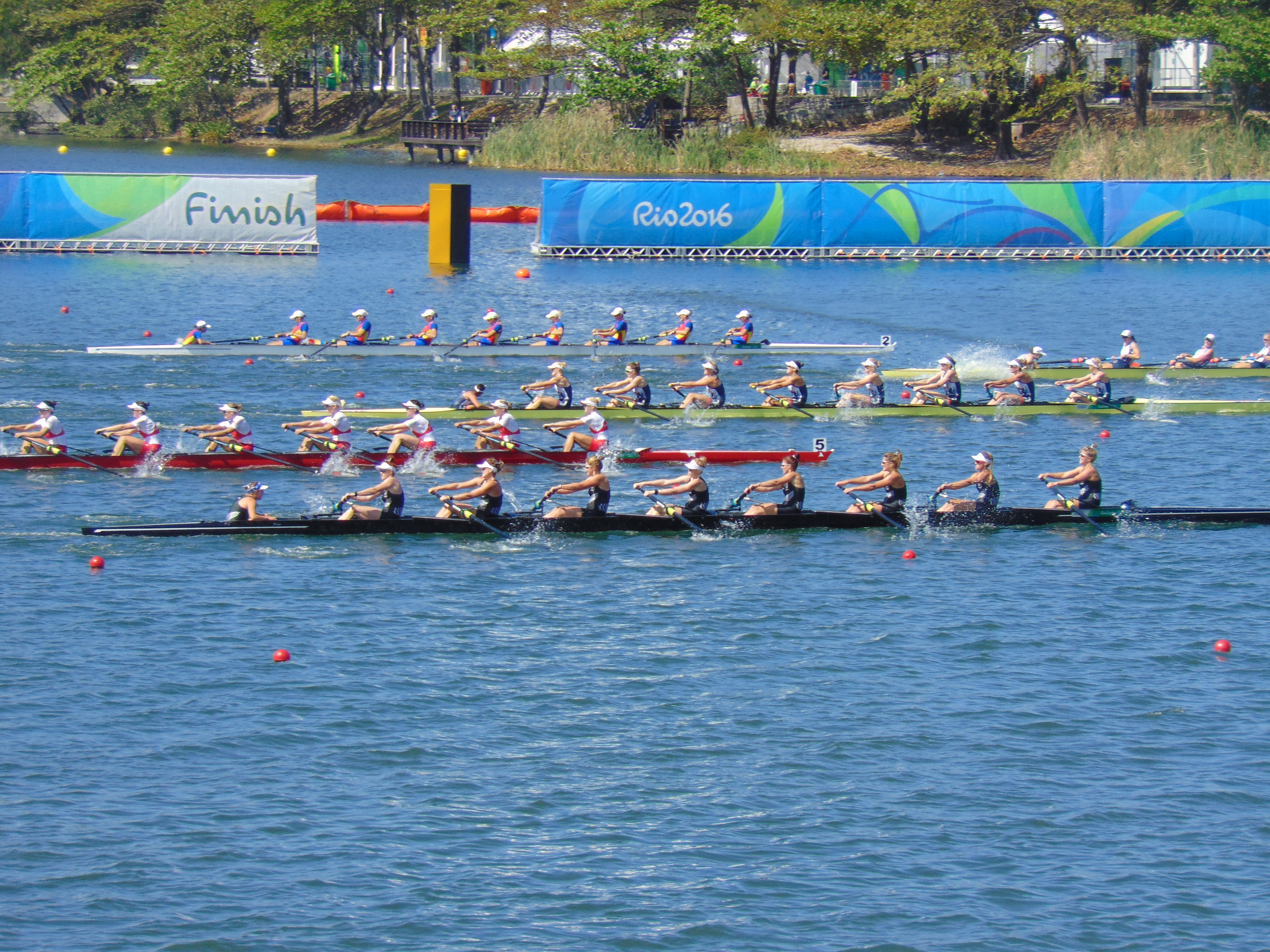
Barcos do oito com feminino na Lagoa Rodrigo de Freitas.

As competições de remo nos Jogos Olímpicos de Verão de 2016, no Rio de Janeiro, foram disputadas entre 6 e 13 de agosto no Estádio da Lagoa, na Lagoa Rodrigo de Freitas. Um total de 547 remadores participaram das 14 provas (oito no masculino e seis no feminino).

## Eventos
As provas de remo nos Jogos Olímpicos utilizam os cinco tipos de barcos nas competições internacionais, em dois estilos:
- Palamenta dupla, com uso de dois remos por atleta: skiff simples (single sculls), skiff duplo (double sculls) e skiff quádruplo (quadruple sculls)
- Palamenta simples, com uso de um remo por atleta, que pode ser para dois, quatro ou oito atletas, com ou sem timoneiro, que é responsável pelo leme e por dar ritmo às remadas. Nas Olimpíadas, apenas o barco para oito é disputado com timoneiro.

As provas para peso leve têm um limite de peso médio dos remadores de no máximo 57 kg no feminino e 70 kg no masculino.
| Modalidade            | Atletas                        | Barcos                         | Atletas                        | Barcos                         |
| Modalidade            | Masculino                      | Masculino                      | Feminino                       | Feminino                       |
| --------------------- | ------------------------------ | ------------------------------ | ------------------------------ | ------------------------------ |
| Skiff simples         | 32                             | 32                             | 32                             | 32                             |
| Skiff duplo           | 26                             | 13                             | 26                             | 13                             |
| Skiff duplo peso leve | 40                             | 20                             | 40                             | 20                             |
| Skiff quádruplo       | 40                             | 10                             | 28                             | 7                              |
| Dois sem              | 26                             | 13                             | 30                             | 15                             |
| Quatro sem            | 52                             | 13                             | —                              | —                              |
| Quatro sem peso leve  | 52                             | 13                             | —                              | —                              |
| Oito com              | 63                             | 7                              | 63                             | 7                              |
| Total                 | 331                            | 121                            | 219                            | 94                             |
| Total geral           | Até 550 remadores e 215 barcos | Até 550 remadores e 215 barcos | Até 550 remadores e 215 barcos | Até 550 remadores e 215 barcos |

## Qualificação
Estiveram em disputa 88 vagas para barcos, para 550 remadores, 328 no masculino, 216 no feminino, de um total de 94 disponíveis.
As vagas disponíveis foram disputadas no Campeonato Mundial de 2015 e em um torneio final pré-olímpico, exceto para o skiff simples e para o skiff duplo peso leve, que também tiveram vagas disputadas em torneios continentais.

## Formato da competição
Todas as provas foram disputadas em uma extensão de 2 000 metros, em linha reta e com o máximo de seis raias demarcadas.
O formato de disputa de cada competição dependeu da quantidade de barcos na disputa.
| Barcos     | Fases                               | Classificados                       | Desclassificados                  |        | Barcos                            | Fases                             | Classificados                     | Desclassificados |
| ---------- | ----------------------------------- | ----------------------------------- | --------------------------------- | ------ | --------------------------------- | --------------------------------- | --------------------------------- | ---------------- |
| Até 12     | Preliminar: duas baterias           | Primeiro colocado: Final A          | Repescagem                        | Até 18 | Preliminar: três baterias         | Dois ou três melhores: Semifinais | Repescagem                        |                  |
| Até 12     | Repescagem: duas baterias           | Três primeiros: Final A             | Final B                           | Até 18 | Repescagem: uma ou duas baterias  | Três primeiros: Semifinais        | Final C                           |                  |
| Até 12     | Repescagem: duas baterias           | Três primeiros: Final A             | Final B                           | Até 18 | Semifinais: duas baterias         | Três primeiros: Final A           | Final B                           |                  |
| Até 12     | Final B                             | Efeito classificatório – 7º a 12º   | Efeito classificatório – 7º a 12º | Até 18 | Finais B e C                      | Efeito classificatório – 7º a 18º | Efeito classificatório – 7º a 18º |                  |
| Até 12     | Final A                             | Disputa de medalhas                 | Disputa de medalhas               | Até 18 | Final A                           | Disputa de medalhas               | Disputa de medalhas               |                  |
| Até 24     | Preliminar: quatro baterias         | Um ou dois melhores: Semifinais A/B | Repescagem                        | Até 30 | Preliminar: cinco baterias        | Quatro melhores: Quartas de final | Repescagem                        |                  |
| Até 24     | Repescagem: uma ou duas baterias    | Dois primeiros: Semifinais A/B      | Semifinais C/D                    | Até 30 | Repescagem: duas baterias         | Dois primeiros: Quartas de final  | Final E                           |                  |
| Até 24     | Repescagem: uma ou duas baterias    | Dois primeiros: Semifinais A/B      | Semifinais C/D                    | Até 30 | Quartas-de-final: quatro baterias | Três primeiros: Semifinais A/B    | Semifinais C/D                    |                  |
| Até 24     | Semifinais C/D: duas baterias       | Três primeiros: Final C             | Final D                           | Até 30 | Semifinais C/D: duas baterias     | Três primeiros: Final C           | Final D                           |                  |
| Até 24     | Semifinais A/B: duas baterias       | Três primeiros: Final A             | Final B                           | Até 30 | Semifinais A/B: duas baterias     | Três primeiros: Final A           | Final B                           |                  |
| Até 24     | Finais B, C e D                     | Efeito classificatório – 7º a 24º   | Efeito classificatório – 7º a 24º | Até 30 | Finais B, C, D e E                | Efeito classificatório – 7º a 30º | Efeito classificatório – 7º a 30º |                  |
| Até 24     | Final A                             | Disputa de medalhas                 | Disputa de medalhas               | Até 30 | Final A                           | Disputa de medalhas               | Disputa de medalhas               |                  |
| Mais de 30 | Preliminar: seis baterias           | Três melhores: Quartas de final     | Repescagem                        |        |                                   |                                   |                                   |                  |
| Mais de 30 | Repescagem: três baterias           | Dois primeiros: Quartas de final    | Semifinais E/F                    |        |                                   |                                   |                                   |                  |
| Mais de 30 | Quartas-de-final: quatro baterias   | Três primeiros: Semifinais A/B      | Semifinais C/D                    |        |                                   |                                   |                                   |                  |
| Mais de 30 | Semifinais C/D E/F: quatro baterias | Três primeiros: Final C ou E        | Final F                           |        |                                   |                                   |                                   |                  |
| Mais de 30 | Semifinais A/B: duas baterias       | Três primeiros: Final A             | Final B                           |        |                                   |                                   |                                   |                  |
| Mais de 30 | Finais B, C, D, E e F               | Efeito classificatório – 7º a 32º   | Efeito classificatório – 7º a 32º |        |                                   |                                   |                                   |                  |
| Mais de 30 | Final A                             | Disputa de medalhas                 | Disputa de medalhas               |        |                                   |                                   |                                   |                  |

## Calendário
As primeiras finais do remo foram no dia 11 de agosto (skiff quádruplo masculino e feminino), tendo os dias seguintes quatro finais cada. Entre todas as provas só houve um dia de pausa, cancelado devido às condições meteorológicas.
|                       | Sábado 6 ago    | Domingo 7 ago | Segunda 8 ago   | Terça 9 ago | Quarta 10 ago | Quinta 11 ago | Sexta 12 ago | Sábado 13 ago |
| Masculino             | Masculino       | Masculino     | Masculino       | Masculino   | Masculino     | Masculino     | Masculino    | Masculino     |
| --------------------- | --------------- | ------------- | --------------- | ----------- | ------------- | ------------- | ------------ | ------------- |
| Skiff simples         | Qualificatórias | Dia cancelado | Repescagem      | Quartas     |               |               | Semifinais   | Finais        |
| Skiff duplo           |                 | Dia cancelado | Qualificatórias | Repescagem  | Semifinais    |               | Finais       |               |
| Skiff duplo peso leve | Qualificatórias | Dia cancelado | Repescagem      | Semifinais  |               | Finais        |              |               |
| Skiff quádruplo       | Qualificatórias | Dia cancelado |                 | Repescagem  |               |               | Finais       |               |
| Dois sem              | Qualificatórias | Dia cancelado | Repescagem      |             | Semifinais    |               | Finais       |               |
| Quatro sem            |                 | Dia cancelado | Qualificatórias | Repescagem  |               | Semifinais    | Finais       |               |
| Quatro sem peso leve  | Qualificatórias | Dia cancelado | Repescagem      | Semifinais  |               | Finais        |              |               |
| Oito com              |                 | Dia cancelado | Qualificatórias |             |               | Repescagem    |              | Final         |
| Feminino              |                 |               |                 |             |               |               |              |               |
| Skiff simples         | Qualificatórias | Dia cancelado | Repescagem      | Quartas     |               |               | Semifinais   | Finais        |
| Skiff duplo           | Qualificatórias | Dia cancelado | Repescagem      | Semifinais  |               | Finais        |              |               |
| Skiff duplo peso leve |                 | Dia cancelado | Qualificatórias | Repescagem  |               | Semifinais    | Finais       |               |
| Skiff quádruplo       | Qualificatórias | Dia cancelado | Repescagem      |             |               | Final         |              |               |
| Dois sem              |                 | Dia cancelado | Qualificatórias | Repescagem  |               | Semifinais    | Finais       |               |
| Oito com              |                 | Dia cancelado | Qualificatórias |             |               | Repescagem    |              | Final         |

## Medalhistas
Estes foram os medalhistas do remo no Rio 2016:
Masculino
| Evento                    | Ouro | Prata | Bronze |
| ------------------------- | --- | --- | --- |
| Skiff simples detalhes    | Mahé Drysdale NZL Nova Zelândia | Damir Martin CRO Croácia | Ondřej Synek CZE República Checa |
| Skiff duplo detalhes      | Martin Sinković Valent Sinković CRO Croácia                                                                                               | Mindaugas Griškonis Saulius Ritter LTU Lituânia | Kjetil Borch Olaf Tufte NOR Noruega |
| Skiff duplo leve detalhes | Pierre Houin Jérémie Azou FRA França | Gary O'Donovan Paul O'Donovan IRL Irlanda | Kristoffer Brun Are Strandli NOR Noruega |
| Skiff quádruplo detalhes  | Philipp Wende Lauritz Schoof Karl Schulze Hans Gruhne GER Alemanha                                                                        | Karsten Forsterling Alexander Belonogoff Cameron Girdlestone James McRae AUS Austrália                                                                   | Andrei Jämsä Allar Raja Tõnu Endrekson Kaspar Taimsoo EST Estônia                                                                                         |
| Dois sem detalhes         | Eric Murray Hamish Bond NZL Nova Zelândia                                                                                                 | Lawrence Brittain Shaun Keeling RSA África do Sul | Marco Di Costanzo Giovanni Abagnale ITA Itália |
| Quatro sem detalhes       | Alex Gregory Mohamed Sbihi George Nash Constantine Louloudis GBR Grã-Bretanha                                                             | William Lockwood Josh Dunkley-Smith Josh Booth Alexander Hill AUS Austrália                                                                              | Domenico Montrone Matteo Castaldo Matteo Lodo Giuseppe Vicino ITA Itália                                                                                  |
| Quatro sem leve detalhes  | Lucas Tramèr Simon Schürch Simon Niepmann Mario Gyr SUI Suíça                                                                             | Jacob Barsøe Jacob Larsen Kasper Winther Jørgensen Morten Jørgensen DEN Dinamarca                                                                        | Franck Solforosi Thomas Baroukh Guillaume Raineau Thibault Colard FRA França                                                                              |
| Oito com detalhes         | Paul Bennett Scott Durant Matt Gotrel Matt Langridge Tom Ransley Pete Reed William Satch Andrew Triggs Hodge Phelan Hill GBR Grã-Bretanha | Maximilian Munski Malte Jakschik Andreas Kuffner Eric Johannesen Maximilian Reinelt Felix Drahotta Richard Schmidt Hannes Ocik Martin Sauer GER Alemanha | Kaj Hendriks Robert Lücken Boaz Meylink Boudewijn Röell Olivier Siegelaar Dirk Uittenbogaard Mechiel Versluis Tone Wieten Peter Wiersum NED Países Baixos |

Feminino
| Evento                    | Ouro | Prata | Bronze |
| ------------------------- | --- | --- | --- |
| Skiff simples detalhes    | Kim Brennan AUS Austrália | Genevra Stone USA Estados Unidos | Duan Jingli CHN China |
| Skiff duplo detalhes      | Magdalena Fularczyk Natalia Madaj POL Polônia | Victoria Thornley Katherine Grainger GBR Grã-Bretanha                                                                                             | Donata Vištartaitė Milda Valčiukaitė LTU Lituânia                                                                                                |
| Skiff duplo leve detalhes | Ilse Paulis Maaike Head NED Países Baixos | Lindsay Jennerich Patricia Obee CAN Canadá | Huang Wenyi Pan Feihong CHN China |
| Skiff quádruplo detalhes  | Annekatrin Thiele Carina Bär Julia Lier Lisa Schmidla GER Alemanha                                                                                    | Chantal Achterberg Nicole Beukers Inge Janssen Carline Bouw NED Países Baixos                                                                     | Maria Springwald Joanna Leszczyńska Agnieszka Kobus Monika Ciaciuch POL Polônia                                                                  |
| Dois sem detalhes         | Helen Glover Heather Stanning GBR Grã-Bretanha | Genevieve Behrent Rebecca Scown NZL Nova Zelândia                                                                                                 | Hedvig Rasmussen Anne Dsane Andersen DEN Dinamarca                                                                                               |
| Oito com detalhes         | Emily Regan Kerry Simmonds Amanda Polk Lauren Schmetterling Tessa Gobbo Meghan Musnicki Eleanor Logan Amanda Elmore Katelin Snyder USA Estados Unidos | Katie Greves Melanie Wilson Frances Houghton Polly Swann Jessica Eddie Olivia Carnegie-Brown Karen Bennett Zoe Lee Zoe de Toledo GBR Grã-Bretanha | Roxana Cogianu Ioana Strungaru Mihaela Petrilă Iuliana Popa Mădălina Bereș Laura Oprea Adelina Boguș Andreea Boghian Daniela Druncea ROU Romênia |

## Quadro de medalhas
| Ordem | País                | Medalha de ouro | Medalha de prata | Medalha de bronze |    | Ordem por total |
| ----- | ------------------- | --------------- | ---------------- | ----------------- | -- | --------------- |
| 1     | GBR Grã-Bretanha    | 3               | 2                |                   | 5  | 1               |
| 2     | GER Alemanha        | 2               | 1                |                   | 3  | 2               |
|       | NZL Nova Zelândia   | 2               | 1                |                   | 3  | 2               |
| 4     | AUS Austrália       | 1               | 2                |                   | 3  | 2               |
| 5     | NED Países Baixos   | 1               | 1                | 1                 | 3  | 2               |
| 6     | CRO Croácia         | 1               | 1                |                   | 2  | 6               |
|       | USA Estados Unidos  | 1               | 1                |                   | 2  | 6               |
| 8     | FRA França          | 1               |                  | 1                 | 2  | 6               |
|       | POL Polônia         | 1               |                  | 1                 | 2  | 6               |
| 10    | SUI Suíça           | 1               |                  |                   | 1  | 15              |
| 11    | DEN Dinamarca       |                 | 1                | 1                 | 2  | 6               |
|       | LTU Lituânia        |                 | 1                | 1                 | 2  | 6               |
| 13    | CAN Canadá          |                 | 1                |                   | 1  | 15              |
|       | IRL Irlanda         |                 | 1                |                   | 1  | 15              |
|       | RSA África do Sul   |                 | 1                |                   | 1  | 15              |
| 16    | CHN China           |                 |                  | 2                 | 2  | 6               |
|       | ITA Itália          |                 |                  | 2                 | 2  | 6               |
|       | NOR Noruega         |                 |                  | 2                 | 2  | 6               |
| 19    | CZE República Checa |                 |                  | 1                 | 1  | 15              |
|       | EST Estônia         |                 |                  | 1                 | 1  | 15              |
|       | ROU Romênia         |                 |                  | 1                 | 1  | 15              |
| TOTAL | TOTAL               | 14              | 14               | 14                | 42 | —               |

## Controvérsias
A conclusão da final "A" do skiff simples masculino foi muito disputada, com o título olímpico atribuído a Mahé Drysdale (Nova Zelândia) depois da análise do photo finish contra o croata Damir Martin. O Comitê Olímpico Croata contestou a análise do photo finish, pedindo ao Comité Olímpico Internacional e à Federação Internacional de Sociedades de Remo uma análise independente por peritos a todo o vídeo da regata e ao photo finish.
Vários remadores criticaram o não adiamento da terceira regata qualificatória do dois sem masculino devido às condições adversas. A dupla sérvia, com Miloš Vasić e Nenad Beđik, viu a sua embarcação virar devido ao vento e não conseguiu concluir, mas a Federação Internacional de Remo permitiu a participação deles na ronda de repescagem.